# أمين ملحس
أمين ملحس (1923-1983) هو قاص وشاعر فلسطيني، ولد في القدس وتلقى تعليمه الإبتدائي في مدارسها، حاصل على المترك الفلسطيني من الكلية الرشيدية عام 1940، ثم تخرج من الكلية العربية في القدس عام 1942، وحاصل على دبلوم التربية الأساسية عام 1954 من المركز الدولي للتربية الأساسية في سرس الليان في مصر، هُجر إلى العراق بسبب نكبة 1948 ثم تنقل بين الأردن وفلسطين.
حاصل على وسام التربية والتعليم من الدرجة الأولى من الملك الحسين عام 1976.

## مناصبه
بدأ مسيرته المهنية كمدرس وعَلَمَ في العديد من المدارس بفلسطين والعراق والأردن، كما تولى عدة مناصب أهمها:
| الرقم | المنصب                                                                |
| ----- | --------------------------------------------------------------------- |
| 1     | أمين عام اللجنة الوطنية الأردنية لليونسكو.                            |
| 2     | مستشار ثقافي لدار الإذاعة الأردنية عام 1966.                          |
| 3     | ترأس قسم التوثيق التربوي والمطبوعات في مجلس التعليم الأردني عام 1976. |
| 4     | مستشار تعليمي لمشروع تطوير الحرس الوطني السعودي عام 1976.             |
| 5     | مستشار وخبير في المنظمة العربية للعلوم الإدارية عام 1979.             |

## أعماله
صدر له ثلاث مجموعات قصصية وتمثيليـات إذاعية ومسرحية أهمها:
1. (من وحي الواقع) في القدس عام 1951.[8]
2. (أبو مصطفى وقصص أخرى) عام 1973.[9]
3. (ذيول) عام 1983 نشرتها رابطة الكتاب الأردنيين تكريماً له بمناسبة أربعينية وفاته.[10][11]
4. أُخرج له مسلسل (الشاطر على الزيبق) وعدة مسلسلات من محطتي إذاعة القدس في فلسطين وإذاعة عمان في الأردن.[6]